# Joannes Vonckius
Joannes Vonckius of Jan Fonck (Amersfoort, 1525 - Monzón, 10 oktober 1585) was een kerkleider, jurist, raadsheer en diplomaat. Hij werkte aan de pauselijke kanselarij in Rome, in de prinselijke stad Brussel en aan het hof van Filips II van Spanje in Madrid.

## Levensloop
Jan Vonck werd geboren uit een oud geslacht dat reeds in Amersfoort woonde van in de middeleeuwen. Na een opleiding als geestelijke behaalde Fonck in 1546 een doctoraat in de rechten aan de Universiteit van Bologna. In 1555 trad hij in dienst van het Vaticaan en vervulde hij diverse functies in de Romeinse Curie, onder meer in de Signatura. In Rome werd hij op 27 december 1556 lid van de broederschap van Santa Maria dell'Anima, waarvan hij gedurende verschillende jaren proost was. Voor de pausen Pius IV, Pius V en Gregorius XIII ondernam hij gezantschappen naar Duitse vorstendommen. Het bracht hem op de radar van de regering van de Habsburgse Nederlanden in Brussel, bij wie hij in 1570 door kardinaal Granvelle werd aanbevolen voor een missie naar de Rijksdag. 
Ondertussen had hij diverse kerkelijke ambten verworven. Hij werd kanunnik van het kapittel van Oudmunster te Utrecht en proost van Sint-Severijn en Maria ad Gradus te Keulen. Hij werd in 1569 kanunnik en in 1570 proost van het kapittel van de Mariakerk te Utrecht.
Omstreeks 1570 moet Fonck beginnen werken zijn voor de Geheime Raad, hoewel hij pas in 1576 tot raadslid werd benoemd. Onder meer voor het organiseren van de nieuwe bisdommen vervulde hij tal van opdrachten. Op 22 januari 1572 kreeg hij van Filips II van Spanje de opdracht in het aartsbisdom Trier en het aartsbisdom Keulen te gaan onderhandelen over de oprichting van een bisdom in Luxemburg. Onder landvoogd Requesens voerde hij gelijkaardige missies uit. 
Toen het ernaar uitzag dat hij zelf een bisschopszetel zou verwerven, werd hij gearresteerd in de orangistische coup van 1576. Minder dan twee weken later, op 16 september, kwam hij vrij. Omdat de zwaargewichten in de Raad van State nog gevangen zaten, werd hij zelf toegelaten tot dat orgaan, dat in afwachting van de komst van Juan van Oostenrijk formeel nog steeds het hoogste gezag waarnam in de Nederlanden. Hij werd een nauwe medewerker van Don Juan en volgde hem naar Luxemburg en Namen. Bij brief van 18 december 1577 liet Filips II weten dat Fonck was uitgekozen om Joachim Hopperus op te volgen in Madrid. Het was duidelijke dat zijn beminnelijke maar aartsloyale houding op prijs werd gesteld. Don Juan hield hem nog geruime tijd in de Nederlanden. Eerst nam hij deel aan de onderhandelingen met Willem van Oranje in Leuven en in 1579 aan de vredesgesprekken in Keulen. 
Daarna vertrok Fonck naar Madrid. Na een reis van verschillende maanden legde hij in augustus 1580 de eed af als zegelbewaarder van Filips II. Bijgestaan door zijn voorganger Arnold d'Ennetières, adviseerde hij de koning over de aangelegenheden in de Nederlanden en verzorgde hij de briefwisseling. Hij was feitelijk de voorzitter in de Raad der Nederlanden en de verbindingsman met de regering in Brussel. In 1581 werd hij er kanselier van de Orde van het Gulden Vlies. 
In 1585, na de val van de Gentse Republiek, benoemde Filips II hem tot bisschop van Gent. Hij overleed echter tijdens zijn reis van Madrid naar Gent, voor zijn benoeming door de paus bekrachtigd was. Reeds in 1576 (na het overlijden van Cornelius Jansen) had Filips II aan hem gedacht voor deze positie, maar dit was toen verhinderd door de Gentse Republiek.